# Centre Georges-François Leclerc
Le centre Georges-François Leclerc (CGFL) est un centre régional de lutte contre le cancer à Dijon, en France. Sa construction a débuté en 1960. En avril 1965, le centre prend le nom de Georges-François Leclerc.
Georges François Leclerc naît à Verdun sur le Doubs, en Saône-et-Loire, le 11 décembre 1876, au sein d'une famille bourguignonne. Après de brillantes études, il fut un des pionniers de la recherche anti-cancéreuse dans le département et fondateur de la Ligue bourguignonne contre le cancer.